# Parlamentswahlen in Nordrhodesien 1964
Die Parlamentswahlen in Nordrhodesien 1964, dem heutigen Sambia, wurden am 20. und 21. Januar 1964 abgehalten.
Es gab zwei Stimmrunden für den Legislativrat, eine Hauptrunde, welche die 65 Sitze wählte und eine für die reservierten 10 Sitze. Schwarze wählten in der ersten Stimmrunde, während Weiße die reservierten erhielten. Andere Ethnizitäten durften aussuchen, welche Sitze sie wählten. Die United National Independence Party gewann die Wahl, indem sie 55 Sitze erhielt. Ihr Führer, Kenneth Kaunda wurde nordrhodesischer Ministerpräsident und führte das Land in die Unabhängigkeit am 24. Oktober des gleichen Jahres. Zu diesem Zeitpunkt wurde er Präsident.
Die Wahlen vom Januar 1964 betrafen die Konstituierung einer Gesetzgebenden Versammlung (Legislativ Council) vor Erlangung der Unabhängigkeit. Die Sitzverteilung war von vorneherein so festgelegt, dass 65 Sitze unter Schwarzen und 10 Sitze unter Weißen verteilt werden sollten. 

## Resultate
| Partei                             | Hauptrundensitze | Reservierte Sitze | Sitze gesamt |
| ---------------------------------- | ---------------- | ----------------- | ------------ |
| United National Independence Party | 55               | 0                 | 55           |
| Zambian African National Congress  | 10               | 0                 | 10           |
| National Progressive Party         | 0                | 10                | 10           |
| gesamt                             | 65               | 10                | 75           |
| Quelle:                            |                  |                   |              |